# Casasnòvas del Pont
Casasnòvas del Pont (en francès Bout-du-Pont-de-Larn) és un municipi francès situat al departament del Tarn i a la regió d'Occitània.

## Demografia
| 1962                                       | 1968 | 1975 | 1982 | 1990  | 1999  | 2007  |
| ------------------------------------------ | ---- | ---- | ---- | ----- | ----- | ----- |
| 596                                        | 611  | 548  | 759  | 2.054 | 1.070 | 1.043 |
| Des de 1962: població sense dobles comptes |      |      |      |       |       |       |

## Administració
| Període   | Identitat    | Partit |
| --------- | ------------ | ------ |
| 2001-2008 | Jean Marty   |        |
| 2008-     | Bernard Prat |        |